# Partit del Futur del Kurdistan
El Partit del Futur del Kurdistan (kurd: Partiya Aynda Kurdistan) és un partit polític del Kurdistan Iraquià, creat vers 2008 per Qadir Aziz, que fins poc abans havia dirigit el Partit dels Obrers del Kurdistan però fou expulsat d'aquest pel Comitè Central per no ajustar-se al sistema intern del partit.
El partit va participar en les eleccions del 2009 al Kurdistan dins la Llista del Servei i la Reforma, junt amb un altre partit secular, el Partit Socialista Democràtic del Kurdistan, i dos partits islamistes, la Unió Islàmica del Kurdistan i el Grup Islàmic del Kurdistan. En aquestes eleccions la llista va obtenir 13 escons dels quals 1 fou pel Partit del Futur i 2 pel partits Socialista Democràtic. El govern regional va intentar dividir la coalició oferint llocs al govern als dos partits seculars, però finalment també la Unió Islàmica va entrar en negociacions.
La bandera del partit és blanca amb el segell al mig. El segell és blanc rodejat de vermell amb inscripcions aràbigues; dins del disc blanc hi ha una margarita de pètals vermells amb el centre groc i la tija verda. El 2016 es fusionà amb la Unió Patriòtica del Kurdistan.